# Kristian Blak

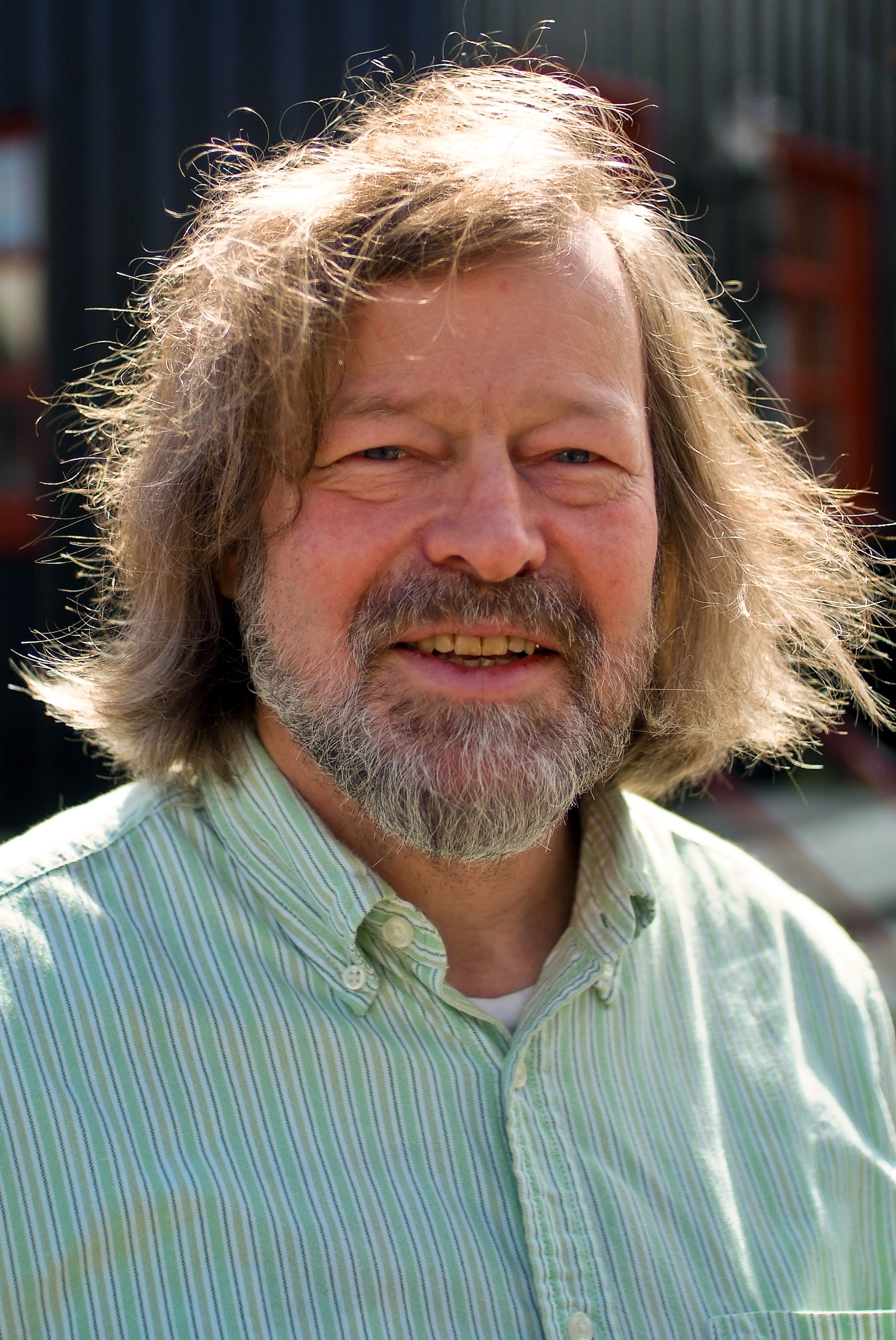
Kristian Blak på Tinganes, 22 maj 2008.

Kristian Blak, född 31 mars 1947 i Fredericia, är en dansk-färöisk pianist och kompositör.
Blak föddes i Danmark men är verksam på Färöarna där han är en viktig kompositör och musiker. Han grundade folkmusikgruppen Yggdrasil år 1981, en musikgrupp som Färöarnas i särklass mest kända sångerska Eivør Pálsdóttir är med i.
År 2002 fick han ta emot Färöarnas litteraturpris i kategorin Övriga kulturella verk för sin musik som gjorts betydelsefull för Färöarnas kultur.